# Альфред Калтенбах
Альфред Калтенбах (13 травня 1920, Відень, Австрія — 2005) — австрійський ентомолог, відомий вивченням прямокрилих та богомолів, історик науки. Працював у Віденському музеї природознавства.

## Біографія
Альфред Калтенбах народився в Відні 1920 року. 1939 року він закінчив 20-ту реальну гімназію і поступив до Віденського університету, де вивчав зоологію та ботаніку. Після закінчення університету захистив дисертацію доктора філософії з фізіології лейкоцитів. Працював в Інституті захисту рослин і паралельно викладав в Університеті ветеринарної медицини. У 1959—1963 роках працював в Інституті гідробіології та стічних вод. Звідти 1965 року перейшов до Віденського музею природознавства, де з 1972 року працював на посаді старшого дослідника.
Калтенбах брав участь у двох великих експедиціях: 14-місячній ентомологічній експедиції в Ірані 1949—1950 років і в Австрійській експедиції до Нової Каледонії 1963 року.
Серед його внеску понад 60 наукових публікацій, зокрема моноргафія з коників родини Sagidae, співавторство в 4-томній праці про природу Відня, діяльність на 11-му Міжнародному ентомологічному конгресі в Відні.
Крім біології він цікавився літературою романтизму, поетичного реалізму та стародавньою східною поезією.

## Нагороди
- Премія Теодора Кернера[en] за розвиток науки й мистецтв (1963 і 1965)
- Австрійський почесний хрест за науку й мистецтво 2-го класу[en] (1976)
- Медаль Фабриція Німецького товариства загальної та прикладної ентомології (1989)

## Наукові праці
- Kaltenbach, A.P. 1971. Unterlagen für eine Monographie der Saginae. III. Die Saginae der äthiopischen Region (Saltatoria: Tettigoniidae). Beiträge zur Entomologie 21: 403—476. Full article (PDF). Reference page.
- Kaltenbach A.P., 1980. Hofrat Professor Dr. Max Beier zum Gedenken (PDF). In: Annalen des Naturhistorischen Museums in Wien (article in German), 83: 763—781.
- Kaltenbach, A.P. 1996. Unterlagen für eine Monographie der Mantodea des südlichen Afrika: 1. Artenbestand, geographische Verbreitung und Ausbreitungsgrenzen (Insecta: Mantodea). Annalen des Naturhistorischen Museums in Wien 98B: 193—346. PDF Reference page.